# Joachim Reichmann

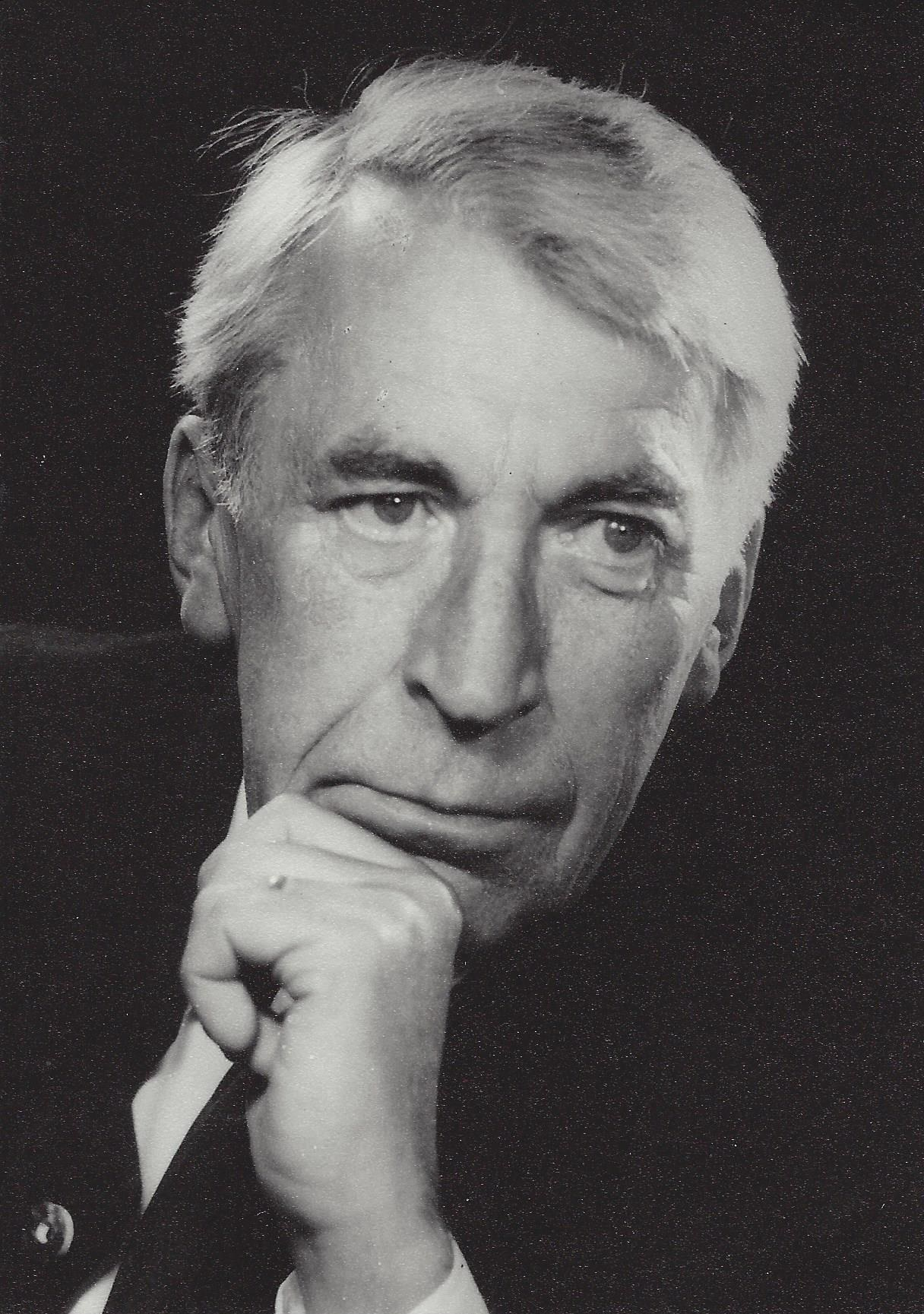
Joachim Reichmann

Wolfgang Joachim Reichmann (* 22. April 1923 in Gößnitz (Thüringen); † 30. August 1991 in Halle (Saale)) war ein deutscher Chirurg und Hochschullehrer. Als Lehrstuhlinhaber wirkte er an der Martin-Luther-Universität Halle-Wittenberg.

## Leben
Reichmann besuchte die Volksschule und die Oberschule in Gößnitz und das Realgymnasium in Altenburg. 1942 bestand er das Abitur. Im selben Jahr zur Wehrmacht einberufen, diente er in Einheiten von Heer und Luftwaffe. 1943 verwundet, kam er in Lazarette in Zweibrücken und Neumünster, wo er Widerstandskämpfer gegen den Nationalsozialismus kennenlernte. In der Absicht zur Roten Armee überzulaufen und sich dem Nationalkomitee Freies Deutschland anzuschließen, meldete er sich zur Ostfront. Der Plan gelang 1944; er blieb bei einem Vorstoß von Rotarmisten liegen und ließ sich gefangen nehmen. Nach kurzem Aufenthalt in einem Gefangenenlager wurde er in der Frontschule der 1. Ukrainischen Front in seine neuen Aufgaben eingewiesen. Über die Frontlinie forderte er die deutschen Soldaten der Wehrmacht auf, seinem Beispiel zu folgen. Mit der Gruppe von Horst Viedt warb er im Hinterland der deutschen Kriegsfront für eine Kapitulation. Im Frühjahr 1945 gehörte Reichmann zu der Aktionsgruppe, die im eingekesselten Breslau für eine Kapitulation warb. Nach der Schlacht um Breslau konnte er „mit einer Gruppe antifaschistischer Widerstandskämpfer an der Seite der sowjetischen Truppen den Sieg über den Faschismus feiern“.

### Student in Jena, Chirurg in Altenburg
Nach der bedingungslosen Kapitulation der Wehrmacht arbeitete Reichmann einige Monate als Redakteur bei der Sächsischen Zeitung. Als erste Lehranstalt in der Sowjetischen Besatzungszone nahm die Friedrich-Schiller-Universität Jena im Oktober 1945 den Betrieb wieder auf. „Unter schwierigen ideellen und materiellen Bedingungen“ studierte Reichmann dort Medizin. Er bestand 1950 das Staatsexamen und wurde 1951 zum Dr. med. promoviert. Als Pflichtassistent arbeitete er 1951–1953 in Altenburg. Im dortigen Kreiskrankenhaus mit 290 chirurgischen Betten durchlief er die vierjährige Ausbildung zum Chirurgen. Er wurde 1957 Facharzt für Chirurgie und heiratete im selben Jahr die Ärztin Anneliese Schuhknecht. Aus der Ehe gingen vier Kinder hervor. Seinem Chef Gerhard Engel blieb er auch als 2. und 1. Oberarzt treu. Er leitete seit 1954 die hauseigene Blutbank und seit 1958 das hauseigene histologische Labor.

### Oberarzt in Leipzig
1961 wechselte er an die Karl-Marx-Universität Leipzig. Dort gelang ihm 1964 die Promotion B. Zum Dozenten wurde er 1965 ernannt. Bis 1967 war er Oberarzt bei Herbert Uebermuth, der ihm im Juni 1967 „einen von krankhaftem Ehrgeiz freien und anständigen Charakter, bescheidenes Auftreten, hohe Einsatzbereitschaft, große technische Begabung auf dem Gebiet der Viszeralchirurgie, Traumatologie und Urologie, unbedingte Zuverlässigkeit und unerschütterliche Ruhe in kritischen Situationen“ bescheinigte. 1967/68 noch bei Werner Kothe, war Reichmann zugleich Vertragsarzt im Lazarett der Nationalen Volksarmee in Wiederitzsch.

### Chefarzt in Altenburg
Am 1. Dezember 1968 kehrte er als Ärztlicher Direktor und Chefarzt nach Altenburg zurück. Die Chirurgie umfasste immerhin noch 212 Betten. Auf Drängen ehemaliger Kampfgefährten erhielt Reichmann 1969 die Anerkennung als Kämpfer gegen den Faschismus; Vorteile für sich leitete er daraus nicht ab. 1974 lag die Klinik auf dem Gebiet der Organspende mit 11 Entnahmen, 5 Transplantationen und 3 Auslandstransplantationen an der Spitze der Einrichtungen in der damaligen DDR. Die Karl-Marx-Universität ernannte ihn 1971 zum Honorardozenten und 1975 zum Honorarprofessor.

### Ordinarius in Halle/Saale
1977 wurden ihm die chirurgischen Lehrstühle der Ernst-Moritz-Arndt-Universität Greifswald und der Martin-Luther-Universität Halle-Wittenberg angeboten. Da die Familie in Mitteldeutschland beheimatet war und der Sohn Jochen im Thomanerchor sang, entschied er sich für Halle.
Am 1. September 1977 übernahm er das Ordinariat für Chirurgie und das Direktorat der Chirurgischen Klinik. Noch im selben Jahr wurde er in den Wissenschaftlichen Beirat für Medizin beim Ministerium für das Hoch- und Fachschulwesen der DDR berufen. Da er nicht Mitglied der Sozialistischen Einheitspartei Deutschlands war, durfte er im „roten Halle“ nicht an den montäglichen Parteisitzungen teilnehmen. Über die dort besprochenen Klinikinterna wurde er am nächsten Tag von loyalen Kollegen unterrichtet. 18 inoffizielle Mitarbeiter des Ministeriums für Staatssicherheit observierten Reichmann und seine Familie.
Während Reichmanns Amtszeit wurde der teilweise Umzug der Chirurgischen Klinik in das als Bezirkskrankenhaus geplante und dann von der Universität übernommene Klinikum in Kröllwitz durchgeführt. Die Aufteilung der Klinik auf zwei Standorte – Leninallee (Magdeburger Straße) und Ernst-Grube-Straße – bedeutete für Reichmann eine erhebliche Zusatzbelastung. Er führte die alljährlichen Veranstaltungen der Medizinisch-Wissenschaftlichen Gesellschaft für Chirurgie an der MLU fort. Für die 35.–38. Tagung gewann er die Österreicher Harald Tscherne, Alfred Priesching (Lainz), Erich Wayand und Alfred Zängl (Salzburg) als Referenten.
1983 legte er aus gesundheitlichen Gründen das Direktorat nieder. Von 1983 bis 1987 arbeitete er noch am Melanomzentrum der Universitätshautklinik Halle-Wittenberg, wobei er sich unter anderem der regionalen zytostatischen Perfusion beim Malignen Melanom widmete. Nach zwei Herzinfarkten starb er mit 68 Jahren.

## Werke
Während seiner 37-jährigen Berufstätigkeit hielt Reichmann auf wissenschaftlichen Kongressen 210 Vorträge. Die Schwerpunkte seiner 130 Publikationen waren viszeralchirurgische und viszeralonkologische Themen. Darüber hinaus engagierte Reichmann sich auf dem Gebiet der Labordiagnostik. Er verbesserte die Lehrprogramme für Studenten und die Ausbildung mittlerer medizinischer Berufe. Sein Lehrbuch Die Chirurgie – eine Einführung für mittlere medizinische Fachkräfte war über viele Jahre Standard.

## Ehrungen
- Medaille für Kämpfer gegen den Faschismus 1933 bis 1945 (1969)
- Obermedizinalrat (DDR)
- Dr. sc. med. der Martin-Luther-Universität (31. März 1978)[10]
- Vaterländischer Verdienstorden in Bronze (1. Mai 1983)[11]
- Ferdinand-Sauerbruch-Medaille (13. März 1989)[12]